# Подаруй мені щастя
«Подаруй мені щастя» (рос. Подари мне счастье) — російськомовний мелодраматичний телесеріал знятий в Україні. Виробництво серіалу займалася кінокомпанія 1+1 Продакшн на замовлення телеканалу 1+1. Авторкою сценарію виступила письменниця Люко Дашвар.
Прем'єра телесеріалу в Україні відбулася 15 лютого 2020 року на VOD платформі 1+1 video та 17 лютого 2020 року на телеканалі 1+1. Прем'єра телесеріалу в Росії відбулася 25 квітня 2020 року на телеканалі Домашній.

## Сюжет
Головна героїня Уляна — у дитинстві перенесла важку хворобу, в результаті якої отримала здатність розрізняти всі ноти запахів. Також вона вірить, що аромати можуть впливати на настрій і здоров'я людини. Про це науковці створили теорію запахів.
Маючи таку здатність та закінчивши виш з дипломом магістра хімічних технологій, вона вирішує амбітно йти до своєї мрії — створити аромат щастя. Однак для її втілення потрібні кошти, а 23-річна дівчина ледве зводить кінці з кінцями.
На щастя вона зустрічає спадкоємця величезних статків Мішу Клінова. 27-річний хлопець деякий час жив у Парижі. Він мріє про кар'єру художника. Уля та Міша закохуються одне в одного та забувають про власні кар'єрні цілі. Та не все так легко: молода пара не отримує підтримки у батьків та найкращих друзів пари. Починаються інтриги. А жадібні люди з кола спілкування прагнуть розлучити закоханих.

## У ролях

### У головних ролях
У головних ролях:
- Анастасія Крилова — Уляна Ліщинська
- Олег Москаленко — Михайло Клинов
- Кирило Дицевич — Гліб Величко
- Катерина Вайвала — Надія Величко

### У ролях
- Анастасія Пустовіт — Маргарита Маковій
- Неоніла Білецька — Марія Остапенко
- Валерія Ходос — Гєра Врадій
- Олексій Череватенко — Іван Петренко
- Віталій Кудрявцев — Ігор Величко
- Інна Капінос — Анастасія Величко
- Євген Плиско-Купрін — Олександр Городецький
- Ганна Лебедєва — Валентина Ліщинська
- Світлана Єрмоленко — Наталя Котлова
- Ірина Токарчук — Фаіна Губерман
- Микола Боклан — Григорій Клинов
- Алина Мариніна — Галина Клинова (озвучує Людмила Ардельян)

## Зйомки
Зйомки розпочались у вересні 2019 року

## Реліз
Прем'єра телесеріалу в Україні відбулася 15 лютого 2020 року на VOD платформі «1+1 video»; показ телесеріалу в Україні тривав з 17-20 лютого 2020 року на телеканалі «1+1». Прем'єра телесеріалу в Росії відбулася 25 квітня 2020 року на телеканалі Домашній.